# كريستيان جوتلوب نيفي

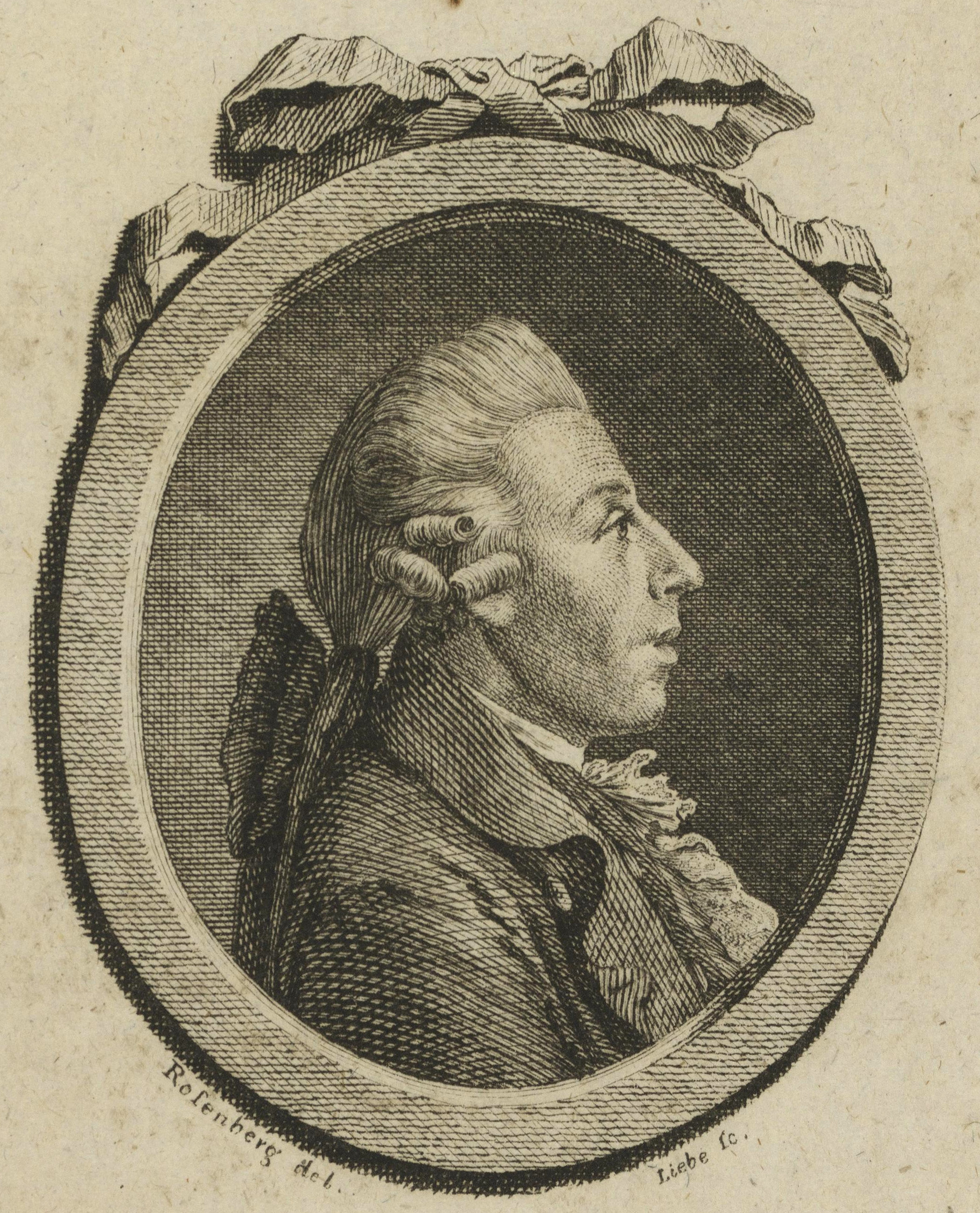
كريستيان جوتلوب نيفي

كريستيان جوتلوب نيفي (بالألمانية: Christian Gottlob Neefe) هو مؤلّف أوبرا ألماني وقائد لفرقة موسيقية، ولد في كيمنتس في 7 نوفمبر 1748 وتوفي في ديساو في 28 يناير 1798. تلقّة تعليمه الموسيقي وبدأ في التأليف في سِن الثانية عشر، وقد درس القانون في جامعة لايبتزغ ولكنّه عاد إلى الموسيقى بعد أن وجد شغفه فيها، ودرس على يد المُلحّن يوهان آدم هيلر، وتحت إشرافه قام بتأليف أوّل مقطوعة أوبراليّة. وقد انتقل لاحقا إلى بون وكان أوّل مُدرس لـِ لودفيج فان بيتهوفن وساعده على إنتاج أولى مقطوعاته. وقد اشتهر نيفي بتأليفه لأوبرا Adelheit von Veltheim.

## روابط خارجية
- كريستيان جوتلوب نيفي على موقع الموسوعة البريطانية (الإنجليزية)
- كريستيان جوتلوب نيفي على موقع ميوزك برينز (الإنجليزية)
- كريستيان جوتلوب نيفي على موقع أول ميوزيك (الإنجليزية)
- كريستيان جوتلوب نيفي على موقع ديسكوغز (الإنجليزية)